# Pływanie na Letnich Igrzyskach Olimpijskich 1972
Pływanie na Letnich Igrzyskach Olimpijskich 1972 w Monachium rozgrywane było w dniach 28 sierpnia – 4 września. W zawodach wzięło udział 532 pływaków, w tym 245 kobiet i 287 mężczyzn, z 52 krajów. Rekordową liczbę siedmiu złotych medali wywalczył amerykański pływak Mark Spitz. Najlepsza wśród kobiet okazała się 16-letnia Australijka Shane Gould, która zdobyła pięć medali (wszystkie w konkurencjach indywidualnych), w tym trzy złote.
Nowe rekordy olimpijskie były ustanawiane w każdej konkurencji przynajmniej raz, a w 24 z nich poprawiono także rekord świata.

## Klasyfikacja medalowa
| Miejsce | Państwo           | Złoto | Srebro | Brąz | Razem |
| ------- | ----------------- | ----- | ------ | ---- | ----- |
| 1.      | Stany Zjednoczone | 17    | 14     | 12   | 43    |
| 2.      | Australia         | 6     | 2      | 2    | 10    |
| 3.      | NRD               | 2     | 5      | 2    | 9     |
| 4.      | Japonia           | 2     | 0      | 1    | 3     |
| 5.      | Szwecja           | 2     | 0      | 0    | 2     |
| 6.      | ZSRR              | 0     | 2      | 3    | 5     |
| 7.      | Kanada            | 0     | 2      | 2    | 4     |
| 8.      | RFN               | 0     | 1      | 3    | 4     |
| 9.      | Węgry             | 0     | 1      | 2    | 3     |
| 9.      | Włochy            | 0     | 1      | 2    | 3     |
| 11.     | Wielka Brytania   | 0     | 1      | 0    | 1     |
| Razem   | Razem             | 29    | 29     | 29   | 87    |

## Wyniki

### Mężczyźni
| Konkurencja:                          | Złoto: | Czas      | Srebro: | Czas     | Brąz: | Czas     |
| 100 m stylem dowolnym (szczegóły)     | Mark Spitz · Stany Zjednoczone                                                                                     | 51,22     | Jerry Heidenreich · Stany Zjednoczone                                                                                 | 51,65    | Władimir Bure · ZSRR                                                                                                | 51,77    |
| 200 m stylem dowolnym (szczegóły)     | Mark Spitz · Stany Zjednoczone                                                                                     | 1:52,78   | Steve Genter · Stany Zjednoczone                                                                                      | 1:53,73  | Werner Lampe · RFN                                                                                                  | 1:53,99  |
| 400 m stylem dowolnym (szczegóły)     | Brad Cooper · Australia                                                                                            | 4:00,27   | Steve Genter · Stany Zjednoczone                                                                                      | 4:01,94  | Tom McBreen · Stany Zjednoczone                                                                                     | 4:02,64  |
| 1500 m stylem dowolnym (szczegóły)    | Mike Burton · Stany Zjednoczone                                                                                    | 15:52,58  | Graham Windeatt · Australia                                                                                           | 15:58,48 | Doug Northway · Stany Zjednoczone                                                                                   | 16:09,25 |
| 100 m stylem grzbietowym (szczegóły)  | Roland Matthes · NRD                                                                                               | 56,58     | Michael Stamm · Stany Zjednoczone                                                                                     | 57,70    | John Murphy · Stany Zjednoczone                                                                                     | 58,35    |
| 200 m stylem grzbietowym (szczegóły)  | Roland Matthes · NRD                                                                                               | 2:02,82 = | Michael Stamm · Stany Zjednoczone                                                                                     | 2:04,09  | Mitch Ivey · Stany Zjednoczone                                                                                      | 2:04,33  |
| 100 m stylem klasycznym (szczegóły)   | Nobutaka Taguchi · Japonia                                                                                         | 1:04,94   | Tom Bruce · Stany Zjednoczone                                                                                         | 1:05,43  | John Hencken · Stany Zjednoczone                                                                                    | 1:05,61  |
| 200 m stylem klasycznym (szczegóły)   | John Hencken · Stany Zjednoczone                                                                                   | 2:21,55   | David Wilkie · Wielka Brytania                                                                                        | 2:23,67  | Nobutaka Taguchi · Japonia                                                                                          | 2:23,88  |
| 100 m stylem motylkowym (szczegóły)   | Mark Spitz · Stany Zjednoczone                                                                                     | 54,27     | Bruce Robertson · Kanada                                                                                              | 55,56    | Jerry Heidenreich · Stany Zjednoczone                                                                               | 55,74    |
| 200 m stylem motylkowym (szczegóły)   | Mark Spitz · Stany Zjednoczone                                                                                     | 2:00,70   | Gary Hall Sr. · Stany Zjednoczone                                                                                     | 2:02,86  | Robin Backhaus · Stany Zjednoczone                                                                                  | 2:03,23  |
| 200 m stylem zmiennym (szczegóły)     | Gunnar Larsson · Szwecja                                                                                           | 2:07,17   | Tim McKee · Stany Zjednoczone                                                                                         | 2:08,37  | Steve Furniss · Stany Zjednoczone                                                                                   | 2:08,45  |
| 400 m stylem zmiennym (szczegóły)     | Gunnar Larsson · Szwecja                                                                                           | 4:31,981  | Tim McKee · Stany Zjednoczone                                                                                         | 4:31,983 | András Hargitay · Węgry                                                                                             | 4:32,70  |
| 4 × 100 m stylem dowolnym (szczegóły) | Stany Zjednoczone · David Edgar (52,69) · John Murphy (52,04) · Jerry Heidenreich (50,78) · Mark Spitz (50,90)     | 3:26,42   | ZSRR · Władimir Bure (52,26) · Wiktor Mazanow (53,13) · Wiktor Aboimow (52,75) · Igor Griwiennikow (51,57)            | 3:29,72  | NRD · Roland Matthes (52,89) · Wilfried Hartung (53,31) · Peter Bruch (53,20) · Lutz Unger (53,01)                  | 3:32,42  |
| 4 × 200 m stylem dowolnym (szczegóły) | Stany Zjednoczone · John Kinsella (1:54,49) · Fred Tyler (1:54,32) · Steve Genter (1:52,72) · Mark Spitz (1:54,24) | 7:35,78   | RFN · Klaus Steinbach (1:54,62) · Werner Lampe (1:53,49) · Hans-Günther Vosseler (1:57,45) · Hans Fassnacht (1:56,11) | 7:41,69  | ZSRR · Igor Griwiennikow (1:56,24) · Wiktor Mazanow (1:57,28) · Georgij Kulikow (1:56,92) · Władimir Bure (1:55,30) | 7:45,76  |
| 4 × 100 m stylem zmiennym (szczegóły) | Stany Zjednoczone · Mike Stamm (57,97) · Tom Bruce (1:04,22) · Mark Spitz (54,28) · Jerry Heidenreich (51,67)      | 3:48,16   | NRD · Roland Matthes (56,30) · Klaus Katzur (1:06,02) · Hartmut Flöckner (56,36) · Lutz Unger (53,43)                 | 3:52,12  | Kanada · Erik Fish (59,61) · William Mahony (1:05,89) · Bruce Robertson (54,48) · Robert Kasting (52,28)            | 3:52,26  |

### Kobiety
| Konkurencja:                          | Złoto: | Czas    | Srebro: | Czas    | Brąz: | Czas    |
| 100 m stylem dowolnym (szczegóły)     | Sandra Neilson · Stany Zjednoczone                                                                                           | 58,59   | Shirley Babashoff · Stany Zjednoczone                                                                         | 59,02   | Shane Gould · Australia                                                                                         | 59,06   |
| 200 m stylem dowolnym (szczegóły)     | Shane Gould · Australia | 2:03,56 | Shirley Babashoff · Stany Zjednoczone                                                                         | 2:04,33 | Keena Rothhammer · Stany Zjednoczone                                                                            | 2:04,92 |
| 400 m stylem dowolnym (szczegóły)     | Shane Gould · Australia | 4:19,04 | Novella Calligaris · Włochy                                                                                   | 4:22,44 | Gudrun Wegner · NRD                                                                                             | 4:23,11 |
| 800 m stylem dowolnym (szczegóły)     | Keena Rothhammer · Stany Zjednoczone                                                                                         | 8:53,68 | Shane Gould · Australia                                                                                       | 8:56,39 | Novella Calligaris · Włochy                                                                                     | 8:57,46 |
| 100 m stylem grzbietowym (szczegóły)  | Melissa Belote · Stany Zjednoczone                                                                                           | 1:05,78 | Andrea Gyarmati · Węgry                                                                                       | 1:06,26 | Susie Atwood · Stany Zjednoczone                                                                                | 1:06,34 |
| 200 m stylem grzbietowym (szczegóły)  | Melissa Belote · Stany Zjednoczone                                                                                           | 2:19,19 | Susie Atwood · Stany Zjednoczone                                                                              | 2:20,38 | Donna Gurr · Kanada                                                                                             | 2:23,22 |
| 100 m stylem klasycznym (szczegóły)   | Catherine Carr · Stany Zjednoczone                                                                                           | 1:13,58 | Galina Prozumienszczikowa · ZSRR                                                                              | 1:14,99 | Beverley Whitfield · Australia                                                                                  | 1:15,73 |
| 200 m stylem klasycznym (szczegóły)   | Beverley Whitfield · Australia                                                                                               | 2:41,71 | Dana Schoenfield · Stany Zjednoczone                                                                          | 2:42,05 | Galina Prozumienszczikowa · ZSRR                                                                                | 2:42,36 |
| 100 m stylem motylkowym (szczegóły)   | Mayumi Aoki · Japonia | 1:03,34 | Roswitha Beier · NRD                                                                                          | 1:03,61 | Andrea Gyarmati · Węgry                                                                                         | 1:03,73 |
| 200 m stylem motylkowym (szczegóły)   | Karen Moe · Stany Zjednoczone                                                                                                | 2:15,57 | Lynn Colella · Stany Zjednoczone                                                                              | 2:16,34 | Ellie Daniel · Stany Zjednoczone                                                                                | 2:16,74 |
| 200 m stylem zmiennym (szczegóły)     | Shane Gould · Australia | 2:23,07 | Kornelia Ender · NRD                                                                                          | 2:23,59 | Lynn Vidali · Stany Zjednoczone                                                                                 | 2:24,06 |
| 400 m stylem zmiennym (szczegóły)     | Gail Neall · Australia | 5:02,97 | Leslie Cliff · Kanada                                                                                         | 5:03,57 | Novella Calligaris · Włochy                                                                                     | 5:03,99 |
| 4 × 100 m stylem dowolnym (szczegóły) | Stany Zjednoczone · Sandra Neilson (58,98) · Jennifer Kemp (58,99) · Jane Barkman (59,03) · Shirley Babashoff (58,18)        | 3:55,19 | NRD · Gabriele Wetzko (59,23) · Andrea Eife (58,96) · Elke Sehmisch (59,08) · Kornelia Ender (58,27)          | 3:55,55 | RFN · Jutta Weber (59,84) · Heidemarie Reineck (59,02) · Gudrun Beckmann (59,99) · Angela Steinbach (59,07)     | 3:57,93 |
| 4 × 100 m stylem zmiennym (szczegóły) | Stany Zjednoczone · Melissa Belote (1:06,24) · Catherine Carr (1:13,99) · Deena Deardruff (1:02,61) · Sandra Neilson (57,90) | 4:20,75 | NRD · Christine Herbst (1:06,89) · Renate Vogel (1:16,58) · Roswitha Beier (1:03,34) · Kornelia Ender (58,09) | 4:24,91 | RFN · Silke Pielen (1:08,27) · Verena Eberle (1:15,47) · Gudrun Beckmann (1:03,64) · Heidemarie Reineck (59,05) | 4:26,46 |